# Fort Énet
Fort Énet – francuska fortyfikacja usytuowana w cieśninie Pertuis d'Antioche, pomiędzy półwyspem Fouras a wyspą Île-d’Aix.
Budowa fortu rozpoczęła się w 1810 roku, na polecenie cesarza Francji Napoleona I. Fort Énet obok fortu Boyard oraz fortu de la Rade miał bronić arsenału Rochefort przed flotą brytyjską. Budowa oficjalnie została ukończona w 1812 roku.
Wraz ze wzrostem zasięgu dział morskich rola fortu traciła na znaczeniu. Obecnie fortyfikacja jest atrakcją turystyczną. Fort jest dostępny drogą lądową podczas odpływu.